# 走私 (電影)
為2023年的上映韓國犯罪動作片，由電影《辣手警探》、《逃出摩加迪休》的導演柳承完執導，金憓秀、廉晶雅、趙寅成、朴正民主演，於2023年7月26日在韓國上映。
该片上映第17天突破损益平衡点，成为2023年第三部实现盈利的韩国本土电影，也是第二部票房超过500万观影人次的韩国本土电影。

## 劇情概要

### 背景
上世紀70年代，隨著經濟迅速發展，甚至發生了類似痛痛病的社會問題。在西海岸郡川這個虛構的漁村捕魚的海女們，工廠的建立致使她們的漁獲大不如前，生計受到威脅的她們開始了走私活動，因此人生也朝著她們意想之外的方向發展了。

### 劇情
七十年代的平和漁村群川，因新進駐的化學工廠排放汙水，大大影響漁民生計，海女們也因此失去了工作。努力尋求謀生機會的海女春子，說服海女領袖真淑和私梟合作，將扔進海裡的水貨打撈起來以賺取巨額報酬。然而有人為獨占好處出賣大家，更導致好友反目。幾年後，為了生存咬緊牙關的真淑，在遇見改頭換面的春子與「全國走私王」權上士後，陷入更大格局的走私計畫中。昔日老友打開心結再度攜手，誓言向幕後黑手復仇。某日，終於讓他們盼來那千載難逢的機會，局中人開始互相欺騙，面對危險重重的走私世界，只有熟知水路的人才能成功……！人下水，貨起來，走私者發大財！

## 演員陣容

### 主要角色
- 金憓秀 飾演 趙春子，為了賺大錢投身走私行當的海女，頭腦靈活、能屈能伸，與真淑是親密無間的好友。
- 廉晶雅 飾演 嚴真淑，為人可靠、講義氣的海女領袖，與春子是親密無間的好友。
- 趙寅成 飾演 權弼三，人稱「權上士」，參加越南戰爭時開始發展走私事業的全國走私王。[13]
- 朴正民 飾演 張阿槌，本名張滿石[註 1]，猛龍海運員工，受嚴船長一家人照顧，後來禁不住對金錢權勢的渴望而背叛大家。
- 金鍾洙 飾演 李長春，表面重視原則、內心貪財狠辣的群川港海關科長。
- 高旻示 飾演 高玉芬，十分有企圖心的女子，從茶館服務生一路拼到老闆娘位置。[14]與海女們頗有交情。

### 其他角色
- 金在華 饰演 猪妈妈，跟著真淑工作的海女。[15]
- 朴俊勉 饰演 养金家媳妇，跟随严真淑的群川海女。
- 朴慶惠 饰演 巧女[註 2]，跟著真淑工作的海女。[15]
- 朱普妃 饰演 泼辣，跟著真淑工作的海女。
- 郭振硕 饰演 钩子，张度利的手下。
- 郑道元 饰演 独眼，本名崔甲植[註 3]，自越戰以來便跟隨在權上士身旁的忠誠部下。
- 申民宰 饰演 土老冒，原先替掮客大叔工作，後為張阿槌的手下。
- 金忠吉 饰演 瘸腿，原先替掮客大叔工作，後為張阿槌的手下。
- 李正洙 饰演 ，原先替掮客大叔工作，後為張阿槌的手下。
- 安世浩 饰演 金秀福，群川港口海关职员，李章春的两人一组搭档。
- 崔鍾元 饰演 严船长，本名嚴鳳吉[註 4]，严真淑的父亲，猛龍號船長兼猛龍海運的負責人。
- 金元海 饰演 掮客大叔，在群川做走私生意的人。
- 金敬德 饰演 严镇久，严真淑的弟弟，和赵春子也亲如姐弟。
- 尹炳熙 饰演 西海岸流氓头目
- 金基天 飾演 大成號金船長，曾在小辣椒受傷時將其載回港口就醫，後與真淑一行人合作欺騙海關。
- 李相熹 饰演 电波社老板
- 白珠熙 饰演 与赵春子有利益冲突明洞私梟
- 全贤淑 饰演 校长夫人，劳拉洋装店的顾客。
- 李善熙 饰演 上校夫人，劳拉洋装店的顾客。
- 白胜哲 饰演 找海女洗衣的船员
- 李太炯 饰演 穿夹克衫的船员
- 张基河（英语：Chang Kiha） 饰演 明洞的帅气男子
- 金民 饰演 西海岸流氓
- 沈素英 饰演 大成號海女
- 陈庆 饰演 劳拉洋装店社长，赵春子在明洞的生意伙伴。（友情出演）
- 尹敬浩 饰演 抓捕张度利一伙人的搜查班长（友情出演）

## 製作

### 发展
繼2002年全道嬿、李慧英主演的電影《無血無淚》後，柳承完導演時隔18年再次執導雙女主的作品，預計2021年6月開拍。柳承完在尋找電影《青春催落去》取景地時，在群山市的海關博物館看到上世紀六、七十年代走私者橫行的資料。另外，在網路新聞KUKINEWS的專訪當中，柳承完透露曾在雜誌上讀到七十年代在釜山地區很活躍的女性走私集團的故事，於是動念將這些素材結合起來拍成電影。

### 拍摄
主体拍摄于2021年6月5日开始进行，預計拍攝五個月，同年10月殺青。

### 损益平衡点
据媒体报道，该片的损益平衡点约为400万观影人次。

## 發行
2023年1月25日，公布首款預告海報和預告片，宣佈定於2023年夏天上映。2023年4月12日，宣布定于7月26日在韩国上映。片方于9月12日透露，该片海外版权销往全世界150余个国家和地区，新加坡与印度将分别于9月14日与9月15日在当地上映，而北美地区、英国、澳大利亚等其他地区将于2024年上映。IPTV电视点播与VOD线上观看服务自9月26日起开始提供。
电影节方面，该片分别入选第76届瑞士洛迦诺电影节非竞争单元“Piazza Grande”、第48届多倫多國際電影節“Special Presentation”单元、第56届西班牙锡切斯国际电影节「Orbita」竞赛单元以及被选为第18届巴黎韩国电影节开幕影片。

## 反响

### 评价
《CINEPLAY》的电影专栏作家金亨硕给予该片3.5星的评价，认为这是一部柳承莞标志性的类型电影，动作场面的紧张感让人感受到柳承莞导演特有的电影快感，但略有遗憾的是在这一部分的剧情紧凑感有所下降，电影高潮部分的水中动作戏紧张到让人捏了一把汗，结尾也很干净利落。电影专栏作家李恩善同样给予3.5星的评价，她认为片中丰富多彩的角色让电影更加趣味盎然，动作场面的活力接近满分，除了强调海水的冲击感和速度之外，也充分利用了水中的灵活性和广阔的空间。《Cine21》的影评人给予该片平均6.41的评分，林秀妍记者评价该片是70年代韩国与90年代昆汀·塔伦蒂诺以及2000年代柳承莞的“另类”相遇，而朴坪植记者则评价该片是复古与退步之间费劲的潜泳。

### 票房
上映首日（7月26日）动员31万8092人次观众到影院观影，《犯罪都市3》后韩国本土电影时隔42天夺得单日票房冠军。7月29日（上映第4日）早上11时40分左右，累计观影人次达到100万，2023年上映的韩国本土电影中，用时仅次于《犯罪都市3》。上映首周周末（7月28日至7月30日）动员117万余名观众，连续5日夺得单日票房第一并夺得周末票房第一，累计观影人次达172万余名。
8月1日（上映第7日）累计观影人次突破200万。8月5日（上映第11日）累计观影人次突破300万，成为2023年第二部超过该票房的韩国本土电影。上映次周周末（8月4日至8月6日）动员超过93万观众到影院观影，自上映后连续12日稳居单日票房第一位并夺得当周周末票房第一位，累计票房超过353万观影人次，媒体预测该片将在上映第三周突破400万观影人次的损益平衡点，成为2023年第二部盈利的韩国本土电影。
8月9日（上映第15日）单日动员观众7万7331人次，不敌上映首日的《混凝土乌托邦》，位列单日电影票房榜第二位，结束连续14日蝉联单日票房第一的记录，累计观影人次超过386万。8月11日（上映第17日）累计观影人次超过400万，正式突破损益平衡点。上映第三周周末（8月11日至8月13日）票房42万5442名观影人次，位列周末票房排行榜第二位，累计观影人次超过435万。8月30日（上映第36日）累计观影人次突破500万。
| 上一届： 《不可能的任務：致命清算 第一章》 | 2023年韩国周末票房冠军 第30—31周 | 下一届： 《混凝土乌托邦》 |

## 奖项荣誉
| 年份 | 颁奖礼                     | 奖项                    | 入围者                 | 结果 | 参考          |
| ---- | -------------------------- | ----------------------- | ---------------------- | ---- | ------------- |
| 2023 | 第43届韩国电影评论家协会奖 | 最佳男配角              | 金钟洙                 | 獲獎 |               |
| 2023 | 第43届韩国电影评论家协会奖 | 最佳配乐                | 张基河                 | 獲獎 |               |
| 2023 | 第43届韩国电影评论家协会奖 | 最佳技术                | 李厚景（美术指导）     | 獲獎 |               |
| 2023 | 第32屆釜日電影獎           | 最優秀作品              | 不適用                 | 提名 |               |
| 2023 | 第32屆釜日電影獎           | 最佳導演                | 柳承完                 | 提名 |               |
| 2023 | 第32屆釜日電影獎           | 最佳女主角              | 廉晶雅                 | 提名 |               |
| 2023 | 第32屆釜日電影獎           | 最佳男配角              | 金钟洙                 | 獲獎 |               |
| 2023 | 第32屆釜日電影獎           | 最佳男配角              | 朴正民                 | 提名 |               |
| 2023 | 第32屆釜日電影獎           | 最佳女配角              | 高旻示                 | 獲獎 |               |
| 2023 | 第32屆釜日電影獎           | 最佳新人女演员          | 高旻示                 | 提名 |               |
| 2023 | 第32屆釜日電影獎           | 最佳摄影                | 崔英焕                 | 提名 |               |
| 2023 | 第32屆釜日電影獎           | 最佳配乐                | 张基河                 | 提名 |               |
| 2023 | 第32屆釜日電影獎           | 最佳美术与技术          | 李厚景（美术指导）     | 提名 |               |
| 2023 | 第59屆大鐘賞               | 最優秀作品              | 不適用                 | 提名 | [ 45 ]        |
| 2023 | 第59屆大鐘賞               | 最佳女主角              | 廉晶雅                 | 提名 | [ 45 ]        |
| 2023 | 第59屆大鐘賞               | 最佳男配角              | 金鐘洙                 | 提名 | [ 45 ]        |
| 2023 | 第59屆大鐘賞               | 最佳男配角              | 朴正民                 | 提名 | [ 45 ]        |
| 2023 | 第59屆大鐘賞               | 最佳女配角              | 高旻示                 | 提名 | [ 45 ]        |
| 2023 | 第59屆大鐘賞               | 最佳導演                | 柳承完                 | 獲獎 | [ 45 ]        |
| 2023 | 第59屆大鐘賞               | 最佳攝影                | 崔英煥                 | 獲獎 | [ 45 ]        |
| 2023 | 第59屆大鐘賞               | 最佳配樂                | 張基河                 | 提名 | [ 45 ]        |
| 2023 | 第59屆大鐘賞               | 最佳剪輯                | 李康熙                 | 提名 | [ 45 ]        |
| 2023 | 第59屆大鐘賞               | 最佳美術                | 李厚景                 | 提名 | [ 45 ]        |
| 2023 | 第59屆大鐘賞               | 最佳服裝                | 尹貞熙、權秀景         | 提名 | [ 45 ]        |
| 2023 | 第44届青龙电影奖           | 最優秀作品              | 不適用                 | 獲獎 | [ 46 ]        |
| 2023 | 第44届青龙电影奖           | 最佳導演                | 柳承完                 | 提名 | [ 46 ]        |
| 2023 | 第44届青龙电影奖           | 最佳女主角              | 金憓秀                 | 提名 | [ 46 ]        |
| 2023 | 第44届青龙电影奖           | 最佳女主角              | 廉晶雅                 | 提名 | [ 46 ]        |
| 2023 | 第44届青龙电影奖           | 最佳男配角              | 赵寅成                 | 獲獎 | [ 46 ]        |
| 2023 | 第44届青龙电影奖           | 最佳男配角              | 朴正民                 | 提名 | [ 46 ]        |
| 2023 | 第44届青龙电影奖           | 最佳新人女演员          | 高旻示                 | 獲獎 | [ 46 ]        |
| 2023 | 第44届青龙电影奖           | 最佳攝影照明            | 崔英煥、李濟赫         | 提名 | [ 46 ]        |
| 2023 | 第44届青龙电影奖           | 最佳劇本                | 柳承完、金正妍、崔次源 | 提名 | [ 46 ]        |
| 2023 | 第44届青龙电影奖           | 最佳配樂                | 張基河                 | 獲獎 | [ 46 ]        |
| 2023 | 第44届青龙电影奖           | 最佳美術                | 李厚景                 | 提名 | [ 46 ]        |
| 2023 | 第44届青龙电影奖           | 最佳剪輯                | 李康熙                 | 提名 | [ 46 ]        |
| 2023 | 第44届青龙电影奖           | 最佳技術                | 尹貞姬（服裝）         | 提名 | [ 46 ]        |
| 2023 | 第10届韓國電影製作人協會獎 | 最佳男配角              | 金钟洙                 | 獲獎 | [ 47 ]        |
| 2023 | 第10届韓國電影製作人協會獎 | 最佳女配角              | 高旻示                 | 獲獎 | [ 47 ]        |
| 2023 | 第28届春史電影獎           | 最佳女主角              | 金憓秀                 | 獲獎 | [ 48 ] [ 49 ] |
| 2023 | 第28届春史電影獎           | 最佳男配角              | 金钟洙                 | 獲獎 | [ 48 ] [ 49 ] |
| 2023 | 第28届春史電影獎           | 最佳新人女演员          | 高旻示                 | 獲獎 | [ 48 ] [ 49 ] |
| 2023 | 2023年度女性电影人奖       | 最佳新人演员            | 高旻示                 | 獲獎 | [ 50 ]        |
| 2024 | 第17屆亞洲電影大獎         | 最佳男配角              | 朴正民                 | 提名 | [ 51 ]        |
| 2024 | 第17屆亞洲電影大獎         | 最佳女配角              | 高旻示                 | 提名 | [ 51 ]        |
| 2024 | 第17屆亞洲電影大獎         | 最佳造型設計            | 尹贞姬                 | 提名 | [ 51 ]        |
| 2024 | 第60届百想艺术大奖         | 电影部门 最佳导演       | 柳承完                 | 提名 | [ 52 ]        |
| 2024 | 第60届百想艺术大奖         | 电影部门 最佳女主角     | 廉晶雅                 | 提名 | [ 52 ]        |
| 2024 | 第60届百想艺术大奖         | 电影部门 最佳男配角     | 金钟洙                 | 獲獎 | [ 52 ]        |
| 2024 | 第60届百想艺术大奖         | 电影部门 最佳男配角     | 朴正民                 | 提名 | [ 52 ]        |
| 2024 | 第60届百想艺术大奖         | 电影部门 最佳新人女演员 | 高旻示                 | 提名 | [ 52 ]        |

## 外部鏈接
- NAVER上《走私》的資料
- Daum上《走私》的資料

- 韩国电影数据库（KMDb）上《走私》的資料
- 互联网电影数据库（IMDb）上《走私》的资料（英文）
- 豆瓣电影上《走私》的資料 （简体中文）
- Yahoo奇摩電影上《走私》的資料（繁體中文）
- 開眼電影網上《走私》的資料（繁體中文）